# Lijst van nummer 1-hits in de Nederlandse Top 40 in 1989
Deze hits stonden in 1989 op nummer 1 in de Nederlandse Top 40.
| Nummer | Datum        | Artiest                              | Titel                                 |
| ------ | ------------ | ------------------------------------ | ------------------------------------- |
| 388    | 7 januari    | Robin Beck                           | First time                            |
| 389    | 14 januari   | Gloria Estefan & Miami Sound Machine | Can't stay away from you              |
|        | 21 januari   | Gloria Estefan & Miami Sound Machine | Can't stay away from you              |
| 390    | 28 januari   | Tina Turner & David Bowie            | Tonight (Live)                        |
|        | 4 februari   | Tina Turner & David Bowie            | Tonight (Live)                        |
|        | 11 februari  | Tina Turner & David Bowie            | Tonight (Live)                        |
|        | 18 februari  | Tina Turner & David Bowie            | Tonight (Live)                        |
| 391    | 25 februari  | Neneh Cherry                         | Buffalo stance                        |
|        | 4 maart      | Neneh Cherry                         | Buffalo stance                        |
| 392    | 11 maart     | Simple Minds                         | Belfast Child                         |
|        | 18 maart     | Simple Minds                         | Belfast child                         |
| 393    | 25 maart     | René Froger & Het Goede Doel         | Alles kan een mens gelukkig maken     |
|        | 1 april      | René Froger & Het Goede Doel         | Alles kan een mens gelukkig maken     |
|        | 8 april      | René Froger & Het Goede Doel         | Alles kan een mens gelukkig maken     |
| 394    | 15 april     | The Bangles                          | Eternal flame                         |
|        | 22 april     | The Bangles                          | Eternal flame                         |
|        | 29 april     | The Bangles                          | Eternal flame                         |
|        | 6 mei        | The Bangles                          | Eternal flame                         |
|        | 13 mei       | The Bangles                          | Eternal flame                         |
|        | 20 mei       | The Bangles                          | Eternal flame                         |
|        | 27 mei       | The Bangles                          | Eternal flame                         |
| 395    | 3 juni       | De La Soul                           | Me myself and I                       |
|        | 10 juni      | De La Soul                           | Me myself and I                       |
| 396    | 17 juni      | Gerard Joling                        | No more bolero's                      |
|        | 24 juni      | Gerard Joling                        | No more bolero's                      |
|        | 1 juli       | Gerard Joling                        | No more bolero's                      |
|        | 8 juli       | Gerard Joling                        | No more bolero's                      |
|        | 15 juli      | Gerard Joling                        | No more bolero's                      |
|        | 22 juli      | Gerard Joling                        | No more bolero's                      |
| 397    | 29 juli      | Soul II Soul                         | Back to life (However do you want me) |
|        | 5 augustus   | Soul II Soul                         | Back to life (However do you want me) |
| 398    | 12 augustus  | Margaret Singana                     | We are growing (Shaka Zulu)           |
|        | 19 augustus  | Margaret Singana                     | We are growing (Shaka Zulu)           |
|        | 26 augustus  | Margaret Singana                     | We are growing (Shaka Zulu)           |
|        | 2 september  | Margaret Singana                     | We are growing (Shaka Zulu)           |
| 399    | 9 september  | Jive Bunny & The Mastermixers        | Swing the mood                        |
| 400    | 16 september | Lil Louis                            | French kiss                           |
|        | 23 september | Lil Louis                            | French kiss                           |
| 401    | 30 september | Kaoma                                | Lambada                               |
|        | 7 oktober    | Kaoma                                | Lambada                               |
|        | 14 oktober   | Kaoma                                | Lambada                               |
| 402    | 21 oktober   | Milli Vanilli                        | Girl I'm gonna miss you               |
|        | 28 oktober   | Milli Vanilli                        | Girl I'm gonna miss you               |
|        | 4 november   | Milli Vanilli                        | Girl I'm gonna miss you               |
|        | 11 november  | Milli Vanilli                        | Girl I'm gonna miss you               |
|        | 18 november  | Milli Vanilli                        | Girl I'm gonna miss you               |
| 403    | 25 november  | David A. Stewart & Candy Dulfer      | Lily was here                         |
|        | 2 december   | David A. Stewart & Candy Dulfer      | Lily was here                         |
|        | 9 december   | David A. Stewart & Candy Dulfer      | Lily was here                         |
|        | 16 december  | David A. Stewart & Candy Dulfer      | Lily was here                         |
|        | 23 december  | David A. Stewart & Candy Dulfer      | Lily was here                         |
|        | 30 december  | Geen Top 40 verschenen               | Geen Top 40 verschenen                |